# Delgeth
Delgeth var hos navajoindianerna ett av de fasansfulla, ursprungliga väsen som dödades av urtidshjältarna och tvillingarna Nagenatzani och Thobadestchin.
Delgeth tog formen av en människoätande antilop.